# Elio Matassi
Pour les articles homonymes, voir Elio (homonymie).
Elio Matassi (né à San Benedetto del Tronto le 22 septembre 1945 - mort à Rome le 17 octobre 2013) est un philosophe italien.

## Biographie
Elio Matassi, qui a étudié avec Emilio Garroni, est professeur de philosophie morale et directeur du département de philosophie à l'université Roma Tre (université de Rome III) ; il s'intéresse  aussi à l'esthétique musicale.
Il est membre du comité d'honneur de la Fondazione Amadeus. Il est président de l' Accademia Estetica Internazionale de la ville de Rapallo. Il est le réfèrent de la section d'étude de philosophie du conseil scientifique du Centre italo-allemande de Villa Sciarra (Rome). Il est membre du CAFIS de l'université Roma Tre. Il est membre du comité scientifique de la Fondation Résonance de l'université de Lausanne.
Il est le directeur de la collection Musica e Filosofia  de l'édition Mimesis (Milan), de plus il est directeur de la collection Dilemmi dell'Etica de l'édition Epos (Palerme) et de la collection Italiana de l'édition Orthotes (Naples). Il collabore à la rubrique culturelle du quotidien l'Avanti!, à la rubrique Ricercare, dédié à la philosophie de la musique, pour le mensuel Amadeus et le mensuel Stilos. Il est membre du comité scientifique et de la direction de ces magazines : Colloquium philosophicum, Paradigmi, Quaderni di estetica e di critica, Bollettino di studi sartriani, Filosofia e questioni pubbliche, Links, Lettera Internazionale, Schibboleth, Itinerari, Prospettiva Persona, Metabolè, Babel online, Phasis, Civitas et Humanitas. Annali di cultura etico-politica. À propos du milieu esthétique-musical il est  membre du comité directive de ces magazines internationales: Ad Parnassum. A Journal of Eighteenth-and Nineteenth-Century Instrumental Music, Hortus Musicus, Civiltà musicale, Orpheus, Itamar. Revista de Investigación Musical: Territorios para el Arte.
Il est président du jury du prix Frascati Filosofia  depuis 2009.
Il a reçu la mention spéciale du jury pour Bloch et la musica (2001), du VIIIe prix international Salvatore-Valitutti (octobre 2001).
Il est parmi l'un des  plus importants collectionneurs du monde de vinyles et CD des symphonies et des liederistiques de Gustav Mahler.

## Philosophie
Il s'occupe de la philosophie allemande entre 1800 et 1900, en particulier de la pensée de Hegel, des jeunes hégéliens, du néocriticisme allemande, du marxisme occidental et de l'École de Francfort.  Son premier travail est dédié aux Vorlesungen hégéliens de la philosophie du droit et de l'interprétation par Eduard Gans (1977). Dans son deuxième travail (1979), il s'est intéressé à la pensée du jeune György Lukács, en particulier à la période comprise entre  1907 et 1918, où il a utilisé pour la première fois le célèbre manuscrit Dostoevskij. Il s'est occupé du philosophe François Hemsterhuis, qui est l'auteur de la Lettre sur les désirs (1770), traduite en allemand par Johann Gottfried Herder et du dialogue Alexis ou De l’âge d’or (1787), traduit en allemand par Friedrich Heinrich Jacobi.
Ses dernières recherches sont dédiées à la philosophie de la musique moderne et contemporaine, et plus exactement à la pensée d'Ernst Bloch, Walter Benjamin et Theodor Adorno jusqu'à Ernst Kurth; il a élaboré une théorie originale de la philosophie de l'écoute en travaillant sur la théorie musicale moderne du Grundlagen Des Linearen Kontrapunkts de Ernst Kurth. La philosophie de la musique et de la philosophie de l'écoute sont strictement liées jusqu'à devenir un paradigme révolutionnaire dans lequel la musique est mise au centre du système éducatif contemporain; en ce cas Wolfgang Amadeus Mozart « le plus écoutant parmi les écoutants » comme il était défini par Martin Heidegger, joue un rôle fondamental.

## Publications
- Le Vorlesungen-Nachschriften hegeliane di filosofia del diritto, Rome, Sansoni, 1977
- Il giovane Lukàcs. Saggio e sistema, Naples, Guida, 1979
- Hemsterhuis. Istanza critica e filosofia della storia, Naples, Guida, 1983
- Eredità hegeliane, Naples, Morano, 1992
- Terra, Natura, Storia, Soveria Mannelli, Rubettino, 1995
- Bloch e la musica, Salerno, Fondazione Filiberto Menna, Marte editore, 2001
- Musica, Naples, Guida, 2004 (traduction française en cours)
- La bellezza (avec Walter Pedullà et Fulcro Pratesi), Soveria Mannelli, Rubettino, 2005
- Th. W. Adorno: l'estetica. L'etica (insieme a Elena Tavani), Donzelli, Rome 2005
- L’idea di musica assoluta, Nietzsche e Benjamin, Rapallo, Il ramo, 2007
- Kierkegaard e la condizione desiderante. Le seduzioni dell'estetico (insieme a Isabella Adinolfi) Il nuovo melangolo, Genova 2009
- Filosofia dell'ascolto, Rapallo, Il ramo, 2010
- Il giovane Lukàcs. Saggio e sistema, ristampa con una nuova introduzione, Milan, Mimesis, 2011.
- ((Escucha y comunidad: desde el "Fragmento filosofico-politico (W. Benjamin) a la "Investigaciones filosoficas sobre las situaciones musicales"(( (G. Anders), ITAMAR, vol. 3,  (ISSN 1889-1713)
- Sur l'échange pervers entre thèodicée et anthropologie. La Règle du jeu, vol. 39, p. 269-275,  (ISSN 1148-8700)
- El espiritu faustiano y la musica. ITAMAR,  (ISSN 1889-1713)
- Kierkegaard, el Don Juan de Mozart y el demoniaco. ITAMAR, p. 131—138,  (ISSN 1889-1713)
- MUSICAL CARPET: PHILOSOPHIE OF THE HISTORY OF MUSIC CONTRA THE SOCIOLOGY OF MUSIC. AD PARNASSUM, vol. V°, N.9 APRILE,  (ISSN 1722-3954)
- HESSE UND DIE "NEUPYTAGIRUSCHE MUSIKLEHRE". HERMANN-HESSE-JAHRBUCH, vol. 3, p. 121-131,  (ISSN 1614-1423)
- Adaemonic/Daemonic Spirit of Music: E.T.A. Hoffmann's Review of Beethoven's Fifth Symphomy and the Apology of Instrumental Music in W.H. Wackenroder. AD PARNASSUM, vol. II° APRILE, p. 153-163,  (ISSN 1722-3954)
- INSTRUMENTAL MUSIC IN W.H. WACKERONDER. AD PARNASSUM, vol. 2, p. 153-163,  (ISSN 1722-3954)
- "Musical Concepts":Philosophy of the History of Music 'contra' the Sociology of Music. In: Instrumental Music and the Industrial Revolution.  (ISBN 9788881094684)
- « Ernst Kurth als moderner Klassiker: die Philosophie des Zuhoerens ». In: Klassische Moderne. WÜRZBURG:Koenigshausen & Neumann
- Georg Lukàcs und das Jahr 1968 in der italienischen Kultur. In: RUDIGER DANNEMANN A CURA DI. Lukàcs und 1968. Eine Spurensuche.  (ISBN 978-3-89528-707-7)
- « Vladimir Jankélévitch et l'écoute mortelle ». In: En dialogue avec Vladimir Jankélévitch.  (ISBN 978-27-1164-363-9)
- Hesse und die neupythagoreische Musiklehre. In: Hermann-Hesse-Jahrbuch, tome 3
- L'esthétique musicale en tant que philosophie, AA.VV. Dans: Perspectives de l'esthétique musicale entre théorie et histoire. p. 85-96, Paris, L'Harmattan,  (ISBN 978-2-296-03392-4)
- L'Ineffable et l'utopique comme dimension de l'écoute : Jankelévitch et Bloch AA.VV., dans : L'Empreinte du passeur, sous la direction du Francoise Schwab et Jean-Marc Rovièr.p. 119-136, Cerisy-la Salle: Éditions Le Manuscrit.
- BEAUTY AND TEMPORALITY IN HEMSTERHUIS'S LETTRE SUR LA SCULPTURE. In: MELICA C. CURATORE. HEMSTERHUIS: A EUROPEAN PHILOSOPHER REDISCOVERED. p. 143-154, NAPOLI:Vivarium,  (ISBN 88-85239-98-6)
- Die Musikphilosophie bei W. Benjamin und G.Anders. AA.VV. Dans : Theologie und Politik a c. di B.Witte. p. 212-222, Berlin : Eric Schmidt Verlag,  (ISBN 3-503-07949-1)
- Sur la peinture herméneutique : Pier Augusto Breccia, "le messager d'altérité", Pier Augusto Breccia "Le langage chiffré de l'Être". Dans Du nihilisme à l'herméneutique.
- « Écoute musicale et plaisir esthétique chez Ernst Bloch ». Dans Hubert Damisch. Y voir mieux, y regarder de plus près. p. 153-161, Paris: Éditions rue d'Ulm;  (ISBN 978-2-7288-0297-5)
- Hemsterhuis Franciscus - Lettera sulla scultura; a cura di Elio Matassi. Palerme : Aesthetica, 1994;  (ISBN 8877260343)